# Española Glacier
Española Glacier är en glaciär i Antarktis. Den ligger i Sydshetlandsöarna. Argentina, Chile och Storbritannien gör anspråk på området. Española Glacier ligger 130 meter över havet.
Terrängen runt Española Glacier är varierad. Havet är nära Española Glacier västerut. Trakten är glest befolkad. Närmaste befolkade plats är St. Kliment Ohridski Base, 4,2 kilometer nordost om Española Glacier. 